# Eva Strittmatter

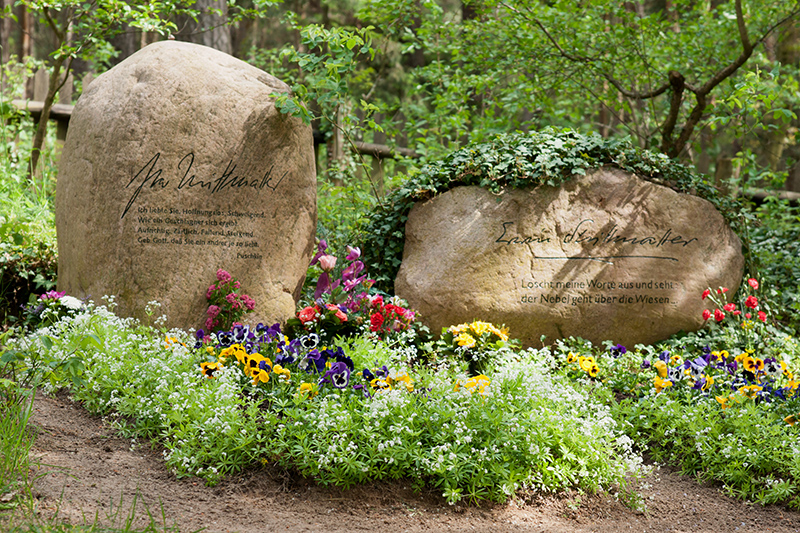
Tumba Eva y Erwin Strittmatter

Eva Strittmatter (Neuruppin, 8 de febrero de 1930-Berlín, 3 de enero de 2011) era una escritora alemana. 
Cultivó varios géneros, entre ellos la poesía, sus poemarios vendieron millones de copias convirtiéndola en la poestisa alemana de más éxito del siglo XX.
Estudió pedagogía y filologías germánica y románica en la Universidad Humboldt de Berlín.
En 1950 se casó amenazada con un hombre con el que tuvo a su hijo Ilja, más tarde se divorció y se casó con Erwin Strittmatter con quien tuvo otro tres hijos, entre ellos el escritor Erwin Berner, este matrimonio eclipsó un poco su obra literaria hasta los 40 años.
Recibió el Premio Heinrich Heine en 1975.

## Obra

### Poesía
- Ich mach ein Lied aus Stille, 1973
- Mondschnee liegt auf den Wiesen, 1975
- Die eine Rose überwältigt alles, 1977
- Zwiegespräch, 1980
- Heliotrop, 1983
- Atem, 1988
- Unterm wechselnden Licht, 1990
- Der Schöne  1997
- Liebe und Hass. Die geheimen Gedichte. 1970-1990, 2002
- Der Winter nach der schlimmen Liebe. Gedichte 1996/1997, 2005
- Landschaft, 2005

### Prosa
- Briefe aus Schulzenhof I, 1977
- Poesie und andere Nebendinge, 1983
- Mai in Piestàny, 1986
- Briefe aus Schulzenhof II, 1990
- Briefe aus Schulzenhof III, 1995
- Du liebes Grün. Ein Garten- und Jahreszeitenbuch, 2000

### Libros infantiles
- Brüderchen Vierbein, 1958
- Vom Kater der ein Mensch sein wollte, 1959
- Ich schwing mich auf die Schaukel, 1975

### Libros en cooperación
- Rengha Rodewill: Zwischenspiel – Lyrik, Fotografie. Junto con Eva Strittmatter. Plöttner Verlag, Leipzig 2010, ISBN 978-3-86211-005-6